# Пшибилув (Великопольське воєводство)
Пшибилув (пол. Przybyłów) — село в Польщі, у гміні Коло Кольського повіту Великопольського воєводства.
Населення — 318 осіб (2011).
У 1975-1998 роках село належало до Конінського воєводства.

## Демографія
Демографічна структура станом на 31 березня 2011 року:
|          | Загалом | Допрацездатний вік | Працездатний вік | Постпрацездатний вік |
| -------- | ------- | ------------------ | ---------------- | -------------------- |
| Чоловіки | 158     | 38                 | 103              | 17                   |
| Жінки    | 160     | 34                 | 94               | 32                   |
| Разом    | 318     | 72                 | 197              | 49                   |